# San Pietro Clarenza

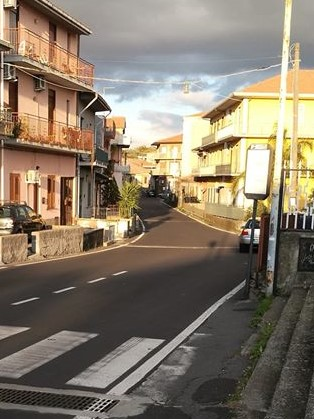
San Pietro Clarenza (2019)

San Pietro Clarenza ist eine italienische Stadt der Metropolitanstadt Catania in der Autonomen Region Sizilien mit 8349 Einwohnern (Stand 31. Dezember 2023).

## Lage und Daten
San Pietro Clarenza liegt 12 km nördlich von Catania am Südhang des Ätnas. Die Einwohner arbeiten hauptsächlich in der Landwirtschaft und im Kunsthandwerk.
Die Nachbargemeinden sind Belpasso, Camporotondo Etneo, Catania, Mascalucia und Misterbianco.

## Sehenswürdigkeiten
Das Ortsbild ist geprägt durch Wohnhäuser aus dem schwarzen Lavagestein des Ätnas. Die Wohnhäuser haben an den Ecken weiße Verzierungen. Die Kirche setzt sich dagegen mit der weißgestrichenen Fassade ab.